# Indicidad

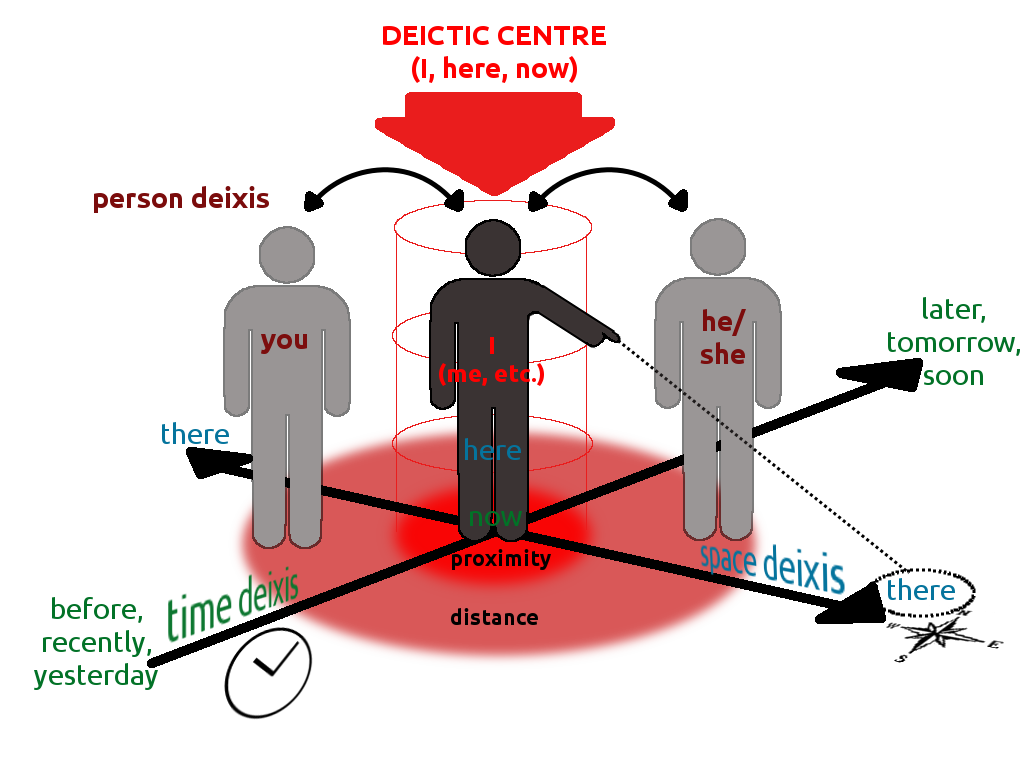
El deixis es un tipo de indicidad.

En lingüística y en filosofía del lenguaje, la indicidad o indexicalidad (en inglés: indexicality) se refiere a un comportamiento o enunciado que apunta a (o indica) un estado de cosas. Por ejemplo, yo se refiere a quienquiera que esté hablando, ahora se refiere al tiempo en el cual se enuncia esta palabra, y aquí se refiere al lugar donde se enuncia. 
Para Charles Sanders Peirce, la indicidad es una de las tres modalidades del signo, y es un fenómeno mucho más extenso que el lenguaje, que independientemente de la interpretación apunta a algo ―como el humo (un indicador del fuego) o un dedo que señala― que trabaja de manera de indicador para la interpretación. 
En la esfera humana, la indicidad social ha sido considerada como que incluye cualquier signo (ropa, variedad de habla, modales en la mesa) que apunte a o ayude a crear una identidad social.

## Pragmática e indicidad
La indicidad es generalmente tratada como parte del estudio del lenguaje llamado pragmática, en contraste con campos como la fonología, la sintaxis y la semántica. A la pragmática le concierne el uso y los efectos del lenguaje. La indicidad a veces es considerada como una manera alternativa de entender la referencialidad (un concepto de semántica) dado que este permite extender la manera en que entendemos el lenguaje y la comunicación en general, para trabajar.
Especialistas en antropología lingüística, como Elinor Ochs, por ejemplo, notan cómo el género puede ser indexado por la postura que una persona adopta, sea física o lingüística. 
Los indícicos están estrechamente ligados con los demostrativos (esto, eso), en que ambos varían de significado de acuerdo con el contexto. Los demostrativos pueden ser pensados como una subcategoría de los indícicos: generalmente están acompañados, en su uso ordinario, por gestos u otras expresiones no verbales. Muchos de los indícicos, pero no todos, son también egocéntricos, lo que significa que, para poder ser interpretados exitosamente, el escuchante o lector debe tener conocimiento sobre el hablante o escritor, así como sobre el tiempo y lugar de enunciación. 
- Datos: Q1661162